# Acrapex cuprescens
Acrapex cuprescens är en fjärilsart som beskrevs av George Francis Hampson 1914. Acrapex cuprescens ingår i släktet Acrapex och familjen nattflyn. Inga underarter finns listade i Catalogue of Life.